# Dennis Dalzell
Dennis Arthur Dalzell (* 5. September 1935 in Los Angeles, Kalifornien; † 4. Juli 2012 in Woodland Hills, Kalifornien) war ein US-amerikanischer Kameramann.

## Leben
Dennis A. Dalzell ist der Sohn des Kameramanns Archie R. Dalzell; seine Geschwister sind David Dalzell und Patti Dalzell.
Dalzell arbeitete bei der United States Coast Guard, bevor er als Kameraassistent anfing. Mitte der 1970er Jahre debütierte er an der Kamera mit Fernsehserien wie The Rookies und Wonder Woman sowie mit Spielfilmen wie Blutiges Inferno und  Speedtrap – Einsteigen, Starten, Abhauen. Für seine Arbeit an dem Fernsehfilm Wir fliegen auf dem Wind wurde er 1979 für einen Emmy nominiert.
Am 4. Juli 2012 verstarb Dalzell nach langer Krankheit im Motion Picture Health and Welfare Hospital.

## Filmografie (Auswahl)

### Film
- 1977: Blutiges Inferno (Fire!)
- 1977: Speedtrap – Einsteigen, Starten, Abhauen (Speedtrap)
- 1978: Wir fliegen auf dem Wind (The Winds of Kitty Hawk)
- 1979: Der Costa Rica-Auftrag (The Chinese Typewriter)
- 1979: Der Großstadtvampir (Vampire)
- 1979: Sie sah den Mörder (Mind Over Murder)
- 1980: Agent wider Willen (Once Upon a Spy)
- 1981: Das Schicksal kennt kein Erbarmen (Callie & Son)
- 1981: Einmal und nie wieder (Bustin' Loose)
- 1981: Jodie – Irgendwo in Texas (Hard Country)
- 1981: Mord aus Angst (A Gun in the House)
- 1982: Im Netz der Angst (Memories Never Die)
- 1983: Carpool – Ein Geldsack auf Reisen (Carpool)
- 1983: Jane Doe findet ihren Mörder (Jane Doe)
- 1985: Kommando Nr. 5 – Eine Stadt in Angst (Command 5)
- 1986: Heißhunger (Kate's Secret)
- 1987: Eine Frau besiegt die Angst (The Betty Ford Story)
- 1988: Liebe ist mein Geschäft (Addicted to His Love)
- 1989: Vom Gesetz entwürdigt (False Witness)
- 1990: Ein Mann für Randado (Border Shootout)

### TV-Serien
- 1974–1976: The Rookies (46 Folgen)
- 1975–1976: Wonder Woman (drei Folgen)
- 1976: Drei Engel für Charlie (Charlie’s Angels, acht Folgen)
- 1984–1986: Mord ist ihr Hobby (Murder, She Wrote, 34 Folgen)